# Шато Гонтје
Шато Гонтје (фр. Château-Gontier) насеље је и општина у западној Француској у региону Лоара, у департману Мајен која припада префектури Шато Гонтје.
По подацима из 2011. године у општини је живело 11.690 становника, а густина насељености је износила 417,05 становника/km². Општина се простире на површини од 27,88 km². Налази се на средњој надморској висини од 83 метара (максималној 99 m, а минималној 26 m).

## Демографија
| 1962. | 1968. | 1975. | 1982. | 1990.  | 1999.  | 2011.  |
| ----- | ----- | ----- | ----- | ------ | ------ | ------ |
| 7.065 | 7.888 | 8.342 | 8.023 | 11 085 | 11 131 | 11.690 |

График промене броја становника у току последњих година